# Henri Rouart
Henri Rouart, il cui nome completo era Stanislas-Henri Rouart (Parigi, 2 ottobre 1833 – Parigi, 2 gennaio 1912), è stato un ingegnere e pittore francese, nonché collezionista di opere d'arte.

## Biografia
La sua vita è legata a quella dell'amico e compagno di studi liceali a Parigi, Edgar Degas. Ma mentre quest'ultimo scelse la carriera artistica, Rouart preferì quella militare, nella quale si distinse come tenente in occasione della guerra franco-prussiana. Durante l'assedio di Parigi ritrovò il suo amico Degas, che serviva come volontario sotto il suo comando, dal quale non si separò più.

Dopo aver lasciato l'esercito, Rouart lavorò nel campo dell'ingegneria industriale, sperimentando con successo nuovi sistemi di refrigerazione e accumulando una vera fortuna. A lui si deve, tra l'altro, il sistema chiamato le petit bleu per la consegna della posta veloce a Parigi tramite capsule cilindriche che viaggiano ad aria compressa in una rete sotterranea di tubature.

Divenuto un formidabile collezionista di opere di artisti europei, riuscì a mettere insieme un ingente numero di lavori eseguiti dai suoi amici, soprattutto dal suo vecchio compagno di classe Degas.

Oltre a prestare sostegno finanziario agli impressionisti, Rouart fu anche un pittore di talento che partecipò a sette delle otto mostre del movimento, allestite tra il 1874 e il 1886. Verso i cinquanta anni, infatti, si dedicò completamente alla sua grande passione e dipinse tele dai colori scintillanti, tra cui Donna che suona la chitarra, opera del tardo 1880, in cui ritrasse la figlia, Hélène, nell'elegante casa paterna.